# ميهو أراكاوا
ميهو أراكاوا (باليابانية: 荒川 美穂) مواليد 4 ديسمبر 1987 في سنداي، اليابان، هي مؤدية أصوات يابانية بدأت نشاطها عام 2010.

## الأعمال

### أنمي
- الرغيف العجيب
- القناص - شيزوكو
- حرب السحر - ناروكو أوبا

## وصلات خارجية
- الموقع الإلكتروني
- ميهو أراكاوا على موقع IMDb (الإنجليزية)
- ميهو أراكاوا على موقع ميوزك برينز (الإنجليزية)
- ميهو أراكاوا على موقع قاعدة بيانات الفيلم (الإنجليزية)
- ميهو أراكاوا على موقع كينوبويسك (الروسية)
- ميهو أراكاوا على موقع ANN person (الإنجليزية)